# HD 206027
HD 206027，又名BD+24 4445，SAO 89870、HR 8274，是一颗恒星，视星等为6.16，位于銀經77.29，銀緯-19.84，其B1900.0坐标为赤經21h 34m 14.7s，赤緯+25° -19.84′ 52″。